# Bettina Fanghänel
Bettina Fanghänel (* 1975 in Halle (Saale)) ist eine deutsche Diplomatin. Sie ist seit Mitte 2024 Botschafterin in Singapur und leitet als solche die Botschaft Singapur.

## Laufbahn
Fanghänel erlangte im Jahr 1994 die allgemeine Hochschulreife und studierte anschließend bis zum Jahr 2000 Rechtswissenschaft an den Universitäten Halle, Genf und Leipzig. Im Jahr 2000 legte sie das erste juristische Staatsexamen ab und schloss ein Promotionsstudium an der Universität Leipzig an; im Jahr 2004 wurde sie zum Dr. jur. promoviert. Parallel hatte sie seit 2002 den juristischer Vorbereitungsdienst am Oberlandesgericht Naumburg absolviert und legte ebenfalls im Jahr 2004 das zweite juristische Staatsexamen ab. Von 2004 bis 2006 war sie als Richterin am Landgericht Halle tätig.
Nach Eintritt in den Auswärtigen Dienst und nach dem Vorbereitungsdienst absolvierter Laufbahnprüfung wurde sie als Referentin in der Zentrale des Auswärtigen Amts (bis 2010), im Bundeskanzleramt (2010 bis 2011), in der Botschaft Peking (2011 bis 2014) und erneut in der Zentrale in Berlin (2015 bis 2018) eingesetzt.
Im Jahr 2018 wurde sie als Referentin in das Ministerbüro von Außenminister Heiko Maas gerufen, bevor sie im Jahr 2021 mit Amtsantritt von Außenministerin Annalena Baerbock Leiterin des Büros der Staatssekretäre im Auswärtigen Amt wurde.
Mitte 2024 beschloss das Bundeskabinett, sie dem Bundespräsidenten als neue Botschafterin in Singapur vorzuschlagen. Die Entsendung erfolgte im Juli 2024. Seitdem leitet sie die Botschaft Singapur.
Fanghänel ist verheiratet und hat zwei Kinder.